# Emir Kurtagic
Emir Kurtagic (* 21. August 1980 in Sarajevo) ist ein deutscher Handballtrainer bosnischer Herkunft. Er trainiert die deutsche Jugendnationalmannschaft.

## Karriere
Im Jahr 2000 kam Emir Kurtagic zusammen mit seinem Bruder Sead Kurtagic (* 1977) und seinem Vater, dem Handballtrainer Esad Kurtagic, vom TuS Derschlag zum VfL Gummersbach. Seit seinem 14. Lebensjahr wohnt Emir im Gummersbacher Vorort Derschlag.
Esad Kurtagic war in Gummersbach zunächst Co-Trainer und vom 3. Februar bis Mai 2000 Interims-Trainer der Oberbergischen. Emir spielte auf Linksaußen, sein Bruder auf Rechtsaußen. Zum Saisonende verließen Esad und Emir Kurtagic den VfL und wechselten für eine halbe Saison zum damaligen Regionalligisten TV Jahn Wahn. Wegen einer schweren Verletzung musste Kurtagic seine Karriere als Spieler frühzeitig beenden. Mit 27 Jahren absolvierte er als Jahrgangsbester den Trainerlehrgang für die A-Lizenz. Zur Saison 2008/09 wurde Emir Kurtagic unter Sead Hasanefendić Assistenztrainer beim VfL Gummersbach. Nachdem der VfL auf einen Abstiegsplatz geraten war, wurde Hasanefendić am 2. Dezember 2011 von der Vereinsführung entlassen und Kurtagic als Nachfolger benannt. Kurtagic gelang der Klassenerhalt, wurde aber von vornherein nur bis zum Saisonende verpflichtet. Neuer Trainer des VfL Gummersbach sollte in der Saison 2012/13 Jan Gorr vom TV Hüttenberg werden. Kurtagic sollte am 1. Juli 2012 Sportlicher Leiter der VfL-Akademie in Gummersbach werden. Am 1. Juni 2012 gab der VfL Gummersbach bekannt, dass Kurtagic auch in der Saison 2012/13 den VfL trainieren wird. Der Vertrag mit Gorr wurde aufgelöst.
Am 26. März 2017 wurde Kurtagic entlassen, nachdem der VfL zuvor nur eins der letzten elf Spiele gewonnen hatte. Am 23. Oktober 2017 trat er die Nachfolge von Aðalsteinn Eyjólfsson beim Bundesliga-Aufsteiger TV 05/07 Hüttenberg an.
Zur Saison 2019/20 trat Kurtagic die Nachfolge von Aaron Ziercke als Trainer des TuS N-Lübbecke an. Unter seiner Leitung stieg TuS N-Lübbecke 2021 in die Bundesliga auf. Nach dem direkten Wiederabstieg am Ende der Saison 2021/22 wurde er vom Verein freigestellt. Seit September 2022 trainiert er die deutsche Jugendnationalmannschaft.
Zur Saison 2024/25 wurde er als Nachfolger von Bob Hanning Trainer des Bundesligaaufsteigers 1. VfL Potsdam.